# Berechtigungsnachweis (Identifikationstechnik)
Ein Berechtigungsnachweis (englisch credential) ist ein Instrumentarium, das einem System die Identität eines anderen Systems oder eines Benutzers bestätigen soll. Voraussetzung ist eine im System bekannte Identität. Der Nachweis geschieht meist nach Benennen der Identität in Form einer Benutzerkennung in Verbindung mit einem Authentifizierungsmerkmal.
Berechtigungsnachweise können Ausweispapiere, Zeugnisse, Passwörter oder Ergebnisse kryptografischer Verfahren sein oder auch physische Komponenten für die Zugriffs- oder Zugangsberechtigung wie Chipkarten oder Schlüssel.
Berechtigungsnachweise bei unbekannter Identität sind mittels asymmetrischer Schlüssel zu implementieren. Dann muss der Benutzer mindestens einen passenden komplementären Schlüssel besitzen.

## Beispielsituation
Ein Anwender will sich an einem System als Client anmelden, um z. B. auf eine geschützte Ressource zuzugreifen. Um sich zu authentisieren, gibt der Anwender als Client zuerst seine Identität an und gibt dann seine Benutzerkennung und sein Passwort als Berechtigungsnachweis an, anhand derer ihn der Server authentifizieren kann.
Folgende Prozesse müssen hierzu durchlaufen werden:
- Identifizierung: Der Benutzer gibt seine Identität preis.
- Authentifizierung (oder auch Authentisierung): Die Identität des Anwenders wird aufgrund der Eingabe einer Benutzerkennung bestätigt und der Benutzer aufgrund des Authentifizierungsmerkmals für die geforderten Zugangsrechte akzeptiert.
- Autorisierung: Es wird geprüft, ob der betreffende Anwender die nötigen Rechte besitzt, also berechtigt ist, auf die geforderten Ressourcen zuzugreifen, so dass eine kontrollierte Öffnung des Schutzes der IT-Ressource gemäß eingestellter Zugriffsrechte erfolgen kann. Die eingetragene Berechtigungsstufe erlaubt einem Benutzer aufgrund voreingestellter Rechte das Bearbeiten oder Löschen bestimmter Dateien oder Vorgänge.